# Minichhofen
Minichhofen ist eine Ortschaft und eine Katastralgemeinde der Marktgemeinde Ravelsbach in Niederösterreich. Die Ortschaft hat 110 Einwohner (Stand 1. Jänner 2024). Bis Ende 1970 war Minichhofen eine eigenständige Gemeinde.

## Geographie
Der Ort liegt in einer Talweitung des Ravelsbaches. Durch den Ortes verläuft die Landesstraße L48.

## Geschichte
Nach den Reformen 1848/1849 konstituierte sich Minichhofen im Jahr 1850 zur selbständigen Gemeinde und war bis 1868 dem Amtsbezirk Ravelsbach und danach dem Bezirk Hollabrunn zugeteilt. Laut Adressbuch von Österreich waren im Jahr 1938 in der Ortsgemeinde Minichhofen ein Gastwirt mit Gemischtwarenhandlung, ein Maschinenhändler und ein Landwirt mit Direktvertrieb ansässig.  Im Jahr 1971 trat Minichhofen zusammen mit anderen Gemeinden der Großgemeinde Ravelsbach bei.